# École européenne (art)
L'École européenne (en hongrois : Európai Iskola) était un groupe d'artistes hongrois surréalistes ayant fonctionné après la Seconde Guerre mondiale (1945-1948). 

## Liste exhaustive des membres
- Margit Anna
- Endre Bálint
- Béla Bán
- Jenő Barcsay
- Lajos Barta
- Albert Bertalan
- Dezső Birman Bokros
- Ferenc Kollarits Börzsönyi
- József Egry
- Erzsébet Forgács-Hann
- Jenő Gadányi
- Pál Kiss Gegesi
- Tihamér Gyarmathy
- István Hajdu (membre d'honneur)
- György Hegyi
- Ernő Kállai
- Antal Kampis
- Lajos Kassák
- Dezső Korniss
- Tamás Lossonczy
- Ödön Márffy
- Ferenc Martyn
- Árpád Mezei
- Imre Pán
- Endre Rozsda
- Ernő Schubert
- Piroska Szántó
- Júlia Vajda
- Erzsébet Vaszkó
- Tibor Vilt